# إريك غيليناس
إريك غيليناس هو لاعب هوكي جليد كندي، ولد في 8 مايو 1991 في فانير في كندا.

## وصلات خارجية
- إريك غيليناس على موقع دوري الهوكي الوطني (الإنجليزية)
- إريك غيليناس على موقع EliteProspects.com (الإنجليزية)
- إريك غيليناس على موقع Eurohockey.com (الإنجليزية)
- إريك غيليناس على موقع HockeyDB.com (الإنجليزية)
- إريك غيليناس على موقع Hockey-Reference.com (الإنجليزية)